# Васілевс Георгіос (1868)
«Васілевс Георгіос» (грец. Βασιλεύς Γεώργιος) — броньований корвет, побудований у Великій Британії для Королівського флоту Греції протягом 1860-х років. Він став навчальним кораблем для курсантів до того, як його виключили зі списку ВМС у 1912 році. Корабель був утилізований у 1915 році.

## Опис
«Васілевс Георгіос» мав довжину 102,1 метр, мідель — 10,1 метрів, осадку — 6,1 метра. Його водотонажність на момент побудови складала 1802 тонни. Приводився у рух паровою горизонтальною машиною одинарного розширення потужністю 2 400 індикативних кінських сил, яка приводила у рух два пропелери. Швидкість мала досягати 14 вузлів, але реальна потужність двигунів була на 300 кінських сил менша за заявлену, що зменшило максимальну шидкість на 2 вузли. Для подорожей на великі відстані «Васілевс Георгіос» був оснащений двома щоглами з вітрилами шхуни. Корабель ніс 210 тон вугілля, що забезпечувало рух на відстань 2 400 кілометрів на повній швидкості. Екіпаж становив 120 осіб.
«Васілевс Георгіос» був озброєний двома 9 дюймовими (229 міліметровими) дульнозарядними нарізними гарматами Armstrong та двома меншими казнозарядними нарізними 20 фунтовими гарматами (калібр 95,2 міліметри) того ж виробника. Це був броненосець з центральною батареєю, де озброєння розміщувалося у гексагональній броньованій цитаделі. Її захищали 152-міліметрові броньовані плити, а весь борт корабля був захищений бронею, тощина якої коливалася від 178 міліметрів у центрі до 114 мліметрів на оконечностях корабля.

## Будівництво та служба
«Васілевс Георгіос», названий на честь короля Греції Георга I, був побудований на Темз Айронворкс (Thames Ironwork), Лондон. Корабель був спущенний на воду 28 грудня 1867 року та завершений наступного року. Наприкінці 19 століття його почали використовувати як навчальний корабель до моменту, коли його виключили зі складу флоту 1912 року. «Васілевс Георгіос» був утилізований 1915 року.